# Ferruccio Benini
Ferruccio Benini, född 1855 och död 1919, var en italiensk skådespelare och teaterledare.
Han har betraktats som sekelskiftets främste komiske skådespelare i Italien. Särskilt berömd är han för sina insatser i Carlo Goldonis lustspel.